# سیسیلیا روت
سیسیلیا روت (اسپانیایی: Cecilia Edith Rotenberg‎؛ ‏ تلفظ اسپانیایی: [seˈsilja rot]؛ زاده ۸ اوت ۱۹۵۶) بازیگر اهل آرژانتین است.
از فیلم‌ها یا برنامه‌های تلویزیونی که وی در آن نقش داشته‌است، می‌توان به بیگانه، همه چیز درباره مادرم، با او حرف بزن، زنان قاتل و لوئیزا سانفلیچه اشاره کرد.